# آختالا
آختالا (به ارمنی: Ախթալա) یک شهر در ارمنستان است که در استان لوری واقع شده‌است. آختالا در ۶۲ کیلومتری شمالشرق وانادزور، مرکز استان لوری واقع شده‌است.

## تاریخچه
آختالا در سال ۱۹۳۹ بنیانگذاری شده‌است.

## جغرافیا و آب و هوا
آختالا ۴٫۳ کیلومتر مربع مساحت و ۲٬۰۹۲ نفر جمعیت دارد و ۷۴۰ متر بالاتر از سطح دریا واقع شده‌است.

## نگارخانه
در آختالا یک صومعه و دژ مربوط به سدهٔ سیزدهم بجا مانده که بناهایی چشمگیر هستند.

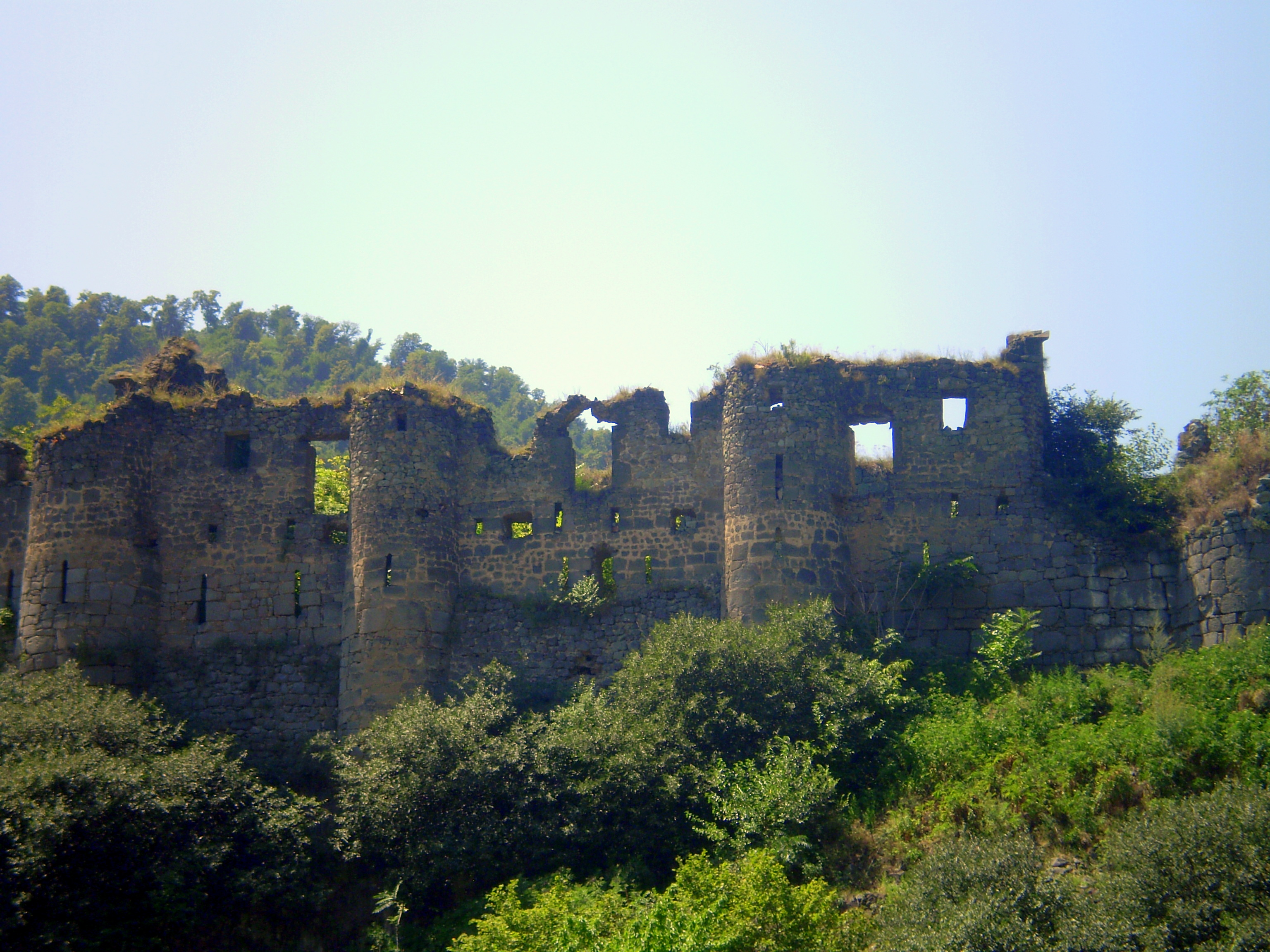
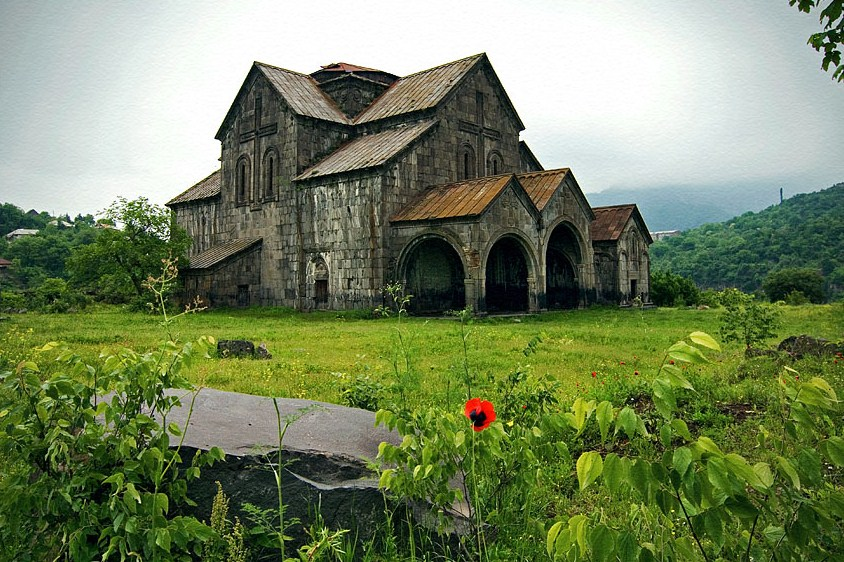
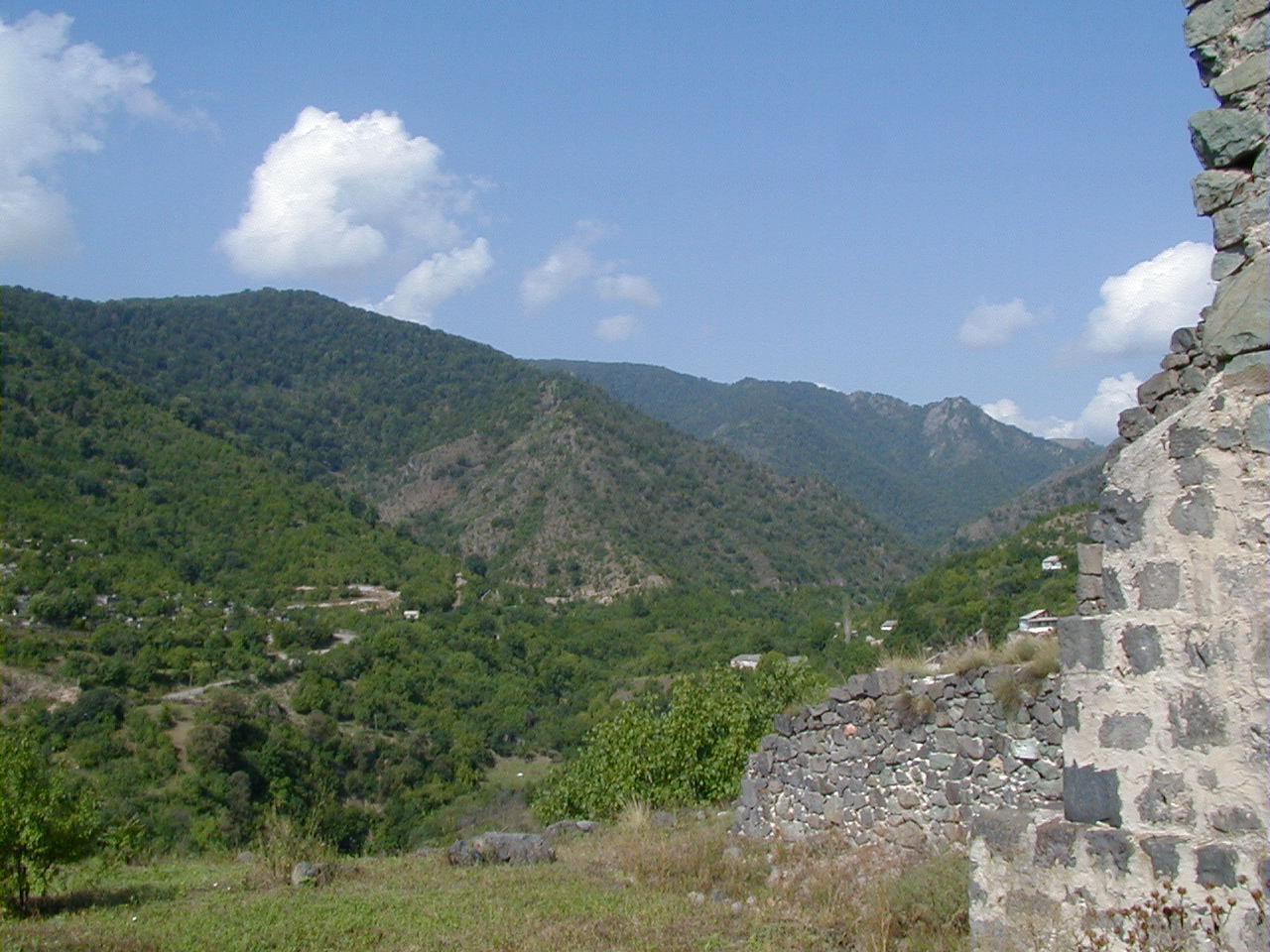
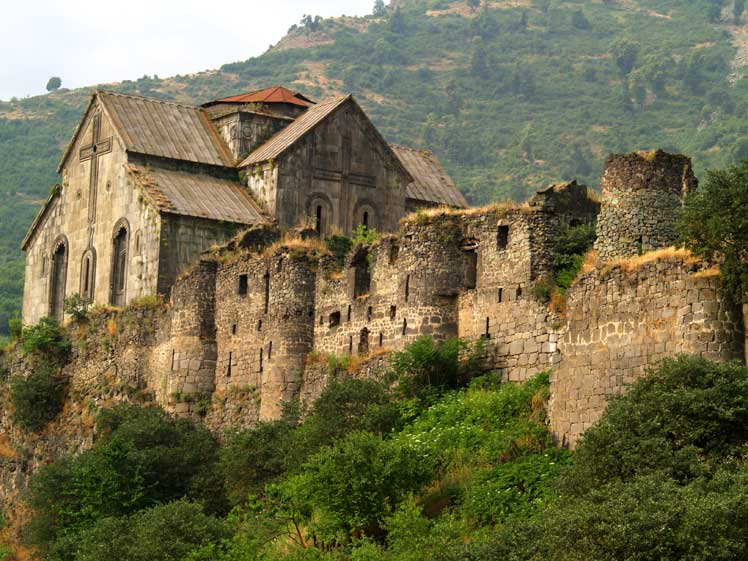
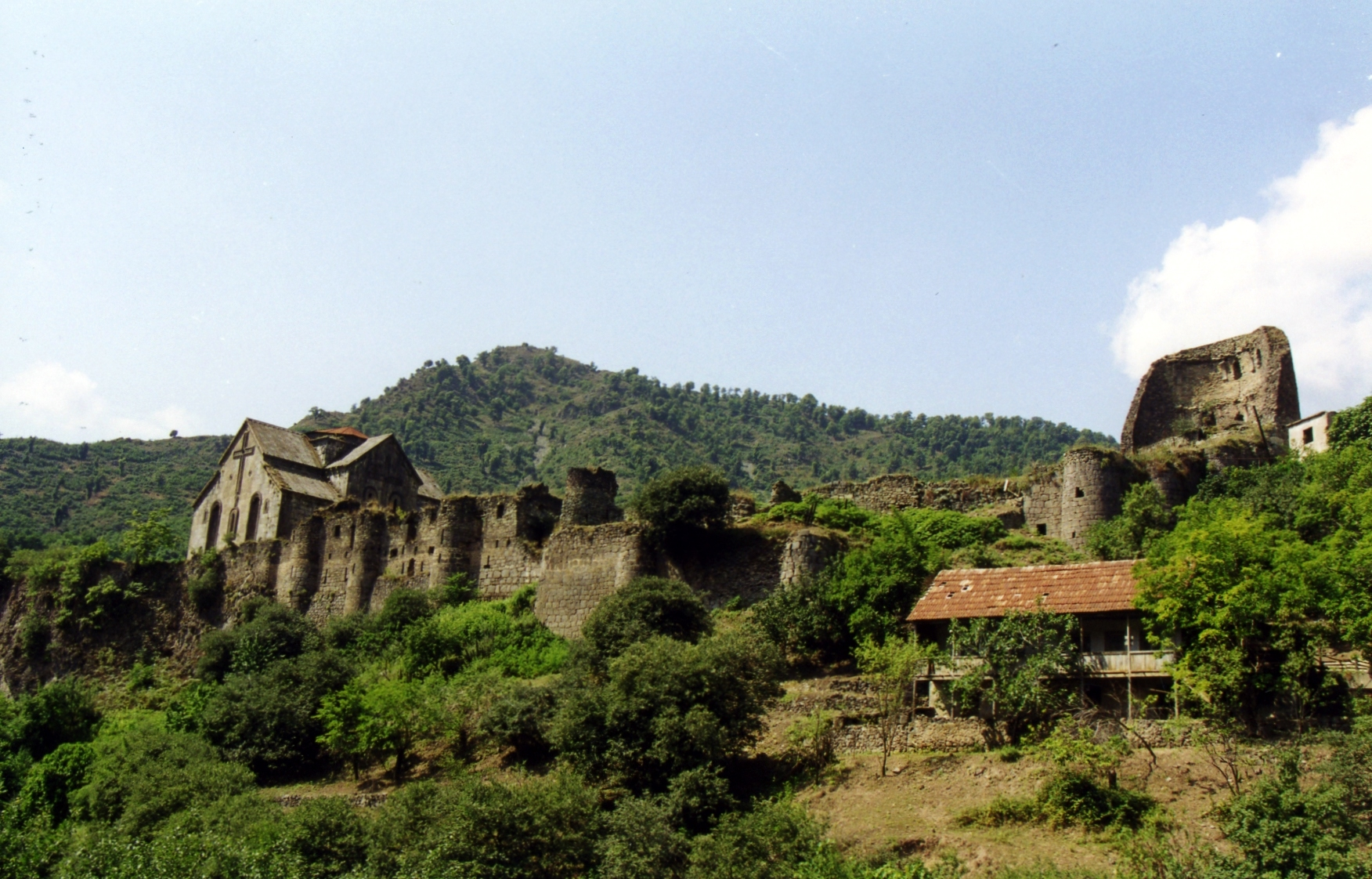
قلعه و دیر آختالا
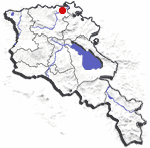